# Otto Mueller

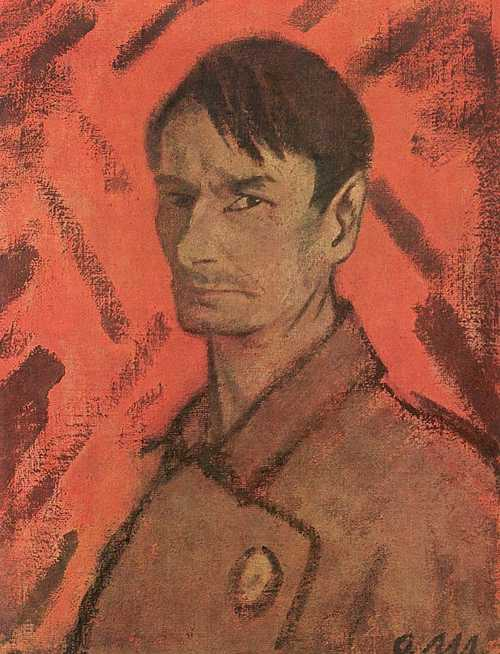
Otto Mueller: Selbstporträt, 1918

Otto Mueller (* 16. Oktober 1874 in Liebau, Landkreis Landeshut, Provinz Schlesien; † 24. September 1930 in Obernigk, Landkreis Trebnitz, Provinz Niederschlesien) war ein deutscher Maler und Lithograf des Expressionismus. Er gehörte der Künstlergruppe „Brücke“ an und gilt als einer der bedeutendsten Expressionisten.

## Leben und Schaffen
Otto Mueller wurde als Sohn des Leutnants und späteren Steuerbeamten Julian Mueller und seiner Ehefrau Marie Maywald im damals preußischen Schlesien geboren. Er hatte fünf Schwestern und einen Bruder, Max, der bereits mit vier Jahren starb. Seine Jugendjahre verbrachte er in Görlitz. Das Gymnasium musste er ohne Abschluss verlassen.
Von 1890 bis 1894 absolvierte er auf Wunsch seines Vaters eine Lithografenlehre, daran schloss sich bis 1896 ein Studium an der Kunstakademie von Dresden an, für das er eine Sondergenehmigung erhalten hatte. Dort kam es bald zu Differenzen mit seinem Lehrer Hermann Freye, da er dessen Korrekturen nicht dulden wollte.
1898 ging er mit seinem Malerfreund Paul Kother nach München, um an der Königlichen Akademie der Bildenden Künste sein Studium der Malerei fortzusetzen. Doch obschon der 1895 als Professor an die Akademie berufene Franz von Stuck bereit war, ihn anzunehmen, ließ Mueller sein Vorhaben schon nach der ersten Korrektur aus ungeklärten Gründen fallen. Stattdessen beschloss er, fortan die Malerei im Selbststudium zu betreiben, wobei ihn insbesondere die Werke von Hans von Marées und Arnold Böcklin anzogen.

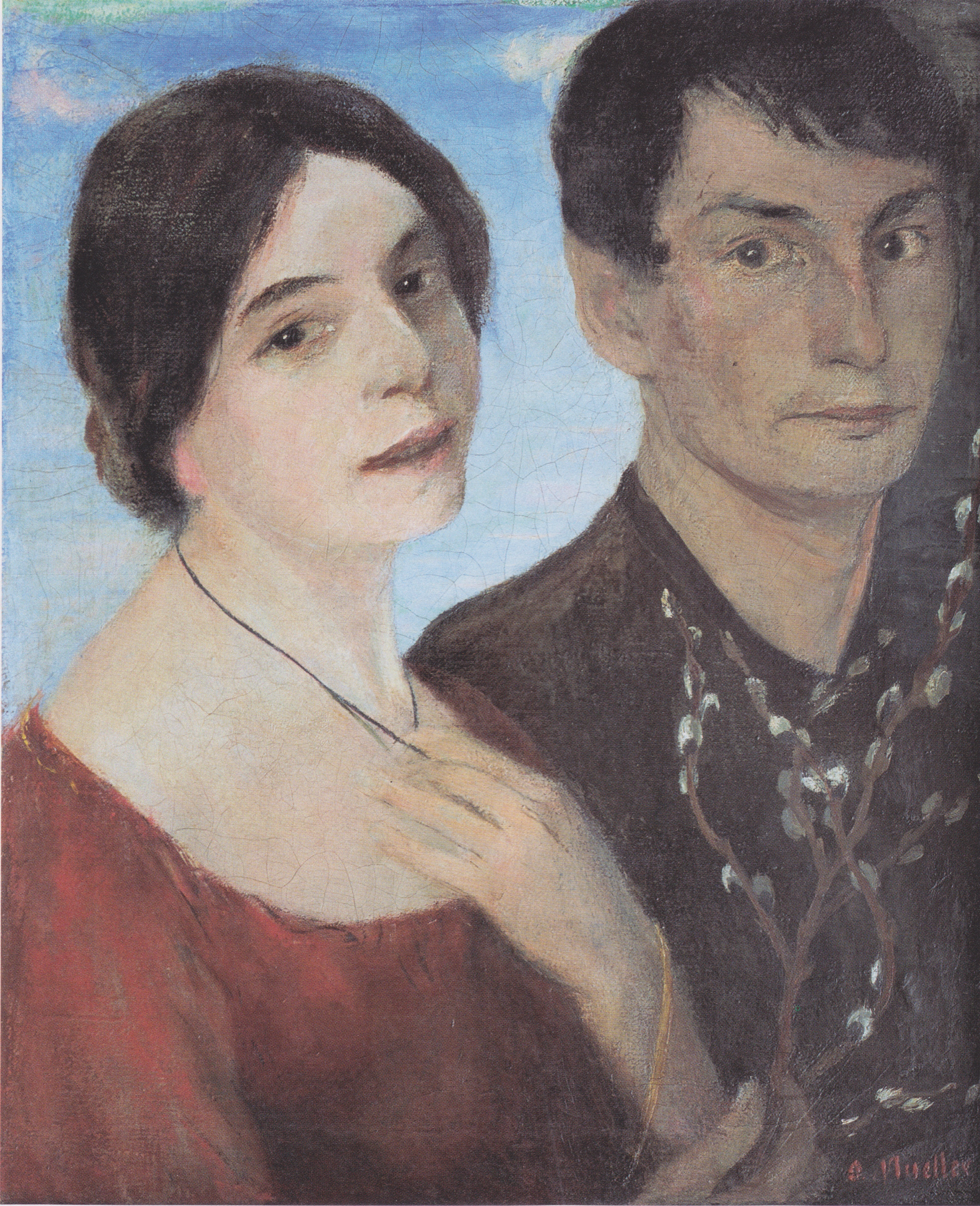
Selbstporträt mit Maria („Maschka“) Meyerhofer, ca. 1903

1905 heiratete er Maria („Maschka“) Meyerhofer, die er im Herbst 1899 auf einem Klubabend der Elbier kennengelernt hatte und mit der er 1901 einen Sohn, Eugen, bekam, der aber bis zum zwölften Lebensjahr bei ihrer Schwester aufwuchs. Maschka stand ihm, wie auch seine späteren Partnerinnen, oft Modell.

Ernst Ludwig Kirchner: Porträt Otto Mueller mit Pfeife, 1917

1908 zog er nach Berlin. Sein Vorbild wurden Plastiken von Wilhelm Lehmbruck, mit dem ihn eine Freundschaft verband; seit 1908 malte er die schlanken Mädchengestalten, die für ihn charakteristisch sind, wie auch die Leimfarben, die er mit Vorliebe für seine Werke nutzte. Er versuchte vergeblich, sich der Berliner Secession anzuschließen, und 1910 gründete er mit anderen abgewiesenen Künstlern die Gruppe Neue Secession, die im Mai eine Ausstellung zeigte unter dem Motto „Zurückgewiesene der Secession Berlin 1910“. Darüber kam er mit Mitgliedern der Brücke in Kontakt und arbeitete von 1910 bis zu ihrer Auflösung im Mai 1913 in dieser Künstlergemeinschaft mit. Der in seinem Stil den anderen Brücke-Künstlern sehr ähnliche Mueller bevorzugte eine gedämpfte Farbgebung von lyrisch-dekorativer Wirkung.
1914 verstarb Maschkas Schwester. Ihr Vater, Eugen Mayerhofer, zog daraufhin zu Otto Mueller und seiner Frau nach Berlin. Während Maschka im Sommer nach Warnemünde fuhr, blieb Otto in der Hauptstadt. Im Herbst verbrachten alle drei zusammen sechs Wochen in Niederschlesien, in Bad Reinerz und dem Klessengrund.
Während des Ersten Weltkriegs wurde Mueller im Juli 1916 zum Landsturm eingezogen und nahm als Soldat der Infanterie an Kämpfen in Frankreich und Russland teil. Im Frühjahr 1917 zog er sich eine Lungenentzündung zu, die ihn fast das Leben gekostet hätte. Seine Genesung im Lazarett im Kamillianerkloster im rheinischen Neuss nahm zwei Monate in Anspruch.
Seit 1919 war Mueller Professor an der Staatlichen Akademie für Kunst und Kunstgewerbe in Breslau. Er lehnte jede bürgerliche Anpassung ab und verkehrte im Kreis der „Breslauer Künstlerbohème“.
Mueller und seine Frau Maschka ließen sich 1921 scheiden, blieben aber in engem Kontakt. Er unterstützte sie auch weiterhin finanziell. Nach der Trennung pflegte er vorübergehend eine Liebesbeziehung zu seiner Schülerin Irene Altmann, Tochter eines orthodoxen Juden, der einer angedachten Hochzeit jedoch nicht zustimmte. Bald darauf lernte er schließlich Elisabeth Lübke kennen, mit der er sich schon nach kurzer Zeit kirchlich trauen ließ.
Im August 1921 nahm Otto Mueller an der 16. Ausstellung des Deutschen Künstlerbundes in der Kunsthalle Hamburg sowie an der Eröffnungsausstellung der Modernen Abteilung der Galerie Dr. Fritz Goldschmidt und Dr. Victor Wallerstein in Berlin teil. In dieser Zeit wurde er Mitglied im Künstlerbund Schlesien, der der Breslauer Akademie nahestand.
1924 reiste er zusammen mit seiner neuen Frau und Maschka nach Ragusa, Spalato und Sarajevo in Dalmatien, wo er, wie seine Schwester Emmy berichtete, von „Zigeunern“ aufgenommen wurde und unter ihnen lebte wie einer der ihren. Im April 1925 kam der Sohn Josef in Berlin-Steglitz zur Welt, mit dem er jedoch wenig in Kontakt kam. Den folgenden Sommer verbrachte er mit Maschka im ungarischen Szolnok, wo sich beide ebenfalls über längere Zeit in einem benachbarten Romadorf aufhielten. Die 1927 nach einem weiteren Aufenthalt in Szolnok und Trennung von seiner zweiten Ehefrau fertiggestellte Zigeuner-Mappe mit zehn farbigen Lithografien bildete den Höhepunkt seines Schaffens. Auch die Bilder, die in Muellers letzten drei Lebensjahren von 1927 bis 1930 entstanden, zeugen von seiner künstlerisch ausgeprägtesten Phase.
Kurz nach der Trennung von Elisabeth lernte Mueller auf einem Akademiefest in Breslau Elfriede Timm kennen, mit der er eine gemeinsame Wohnung bezog. „Ihre schöne, jugendlich schlanke Gestalt reizte ihn zu neuem Schaffen. Ihr sich Einfühlen-können in seine Kunst und ihr musikalisches Talent beglückten ihn“, erinnerte sich seine Schwester Emmy Mueller.
1928 unternahm er mit Elfriede Timm eine Reise nach Paris, Rumänien und Bulgarien, wo er wiederum zahlreiche Zigeunerstudien anfertigte. Auch im folgenden Sommer weilte er in Bulgarien und wohnte hier längere Zeit im Grand Hotel „Molle“ in Philippopel. In der Folge verschlechterte sich sein Gesundheitszustand rapide, wobei er selber sein Lungenleiden als „Husten“ bzw. „Raucherkatarrh“ abtat. Im Sommer 1930 begab er sich zur Kur nach Bad Salzbrunn im Waldenburger Bergland. Am 24. September 1930 starb Mueller mit 55 Jahren in der Lungenklinik Obernigk bei Breslau an Lungentuberkulose. Kurz zuvor hatte er sich noch mit Elfriede Timm vermählt.
Im Jahr 1937 beschlagnahmten die Nationalsozialisten 357 seiner Werke aus deutschen Museen, da seine Bilder als „Entartete Kunst“ galten. 13 von ihnen wurden in der Ausstellung „Entartete Kunst“ diffamiert.
Das zentrale Thema in Muellers Werken ist die Einheit von Mensch und Natur, die er in zahlreichen Aktdarstellungen in Landschaften auszudrücken versucht. In diesen Bildern stellt Mueller immer wieder Szenen aus dem „Zigeunerleben“ dar.
Einige seiner Werke wurden postum auf der documenta 1 im Jahr 1955 in Kassel gezeigt.
Otto Mueller war Vorstandsmitglied im ersten Deutschen Künstlerbund. Zu seinen Schülern gehörte unter anderem der Bauhäusler Emil Bartoschek und Walter Kalot.

## Rezeption

### Diskussion um die AusstellungOtto Muellerim LWL-Museum für Kunst und Kultur 2024/25

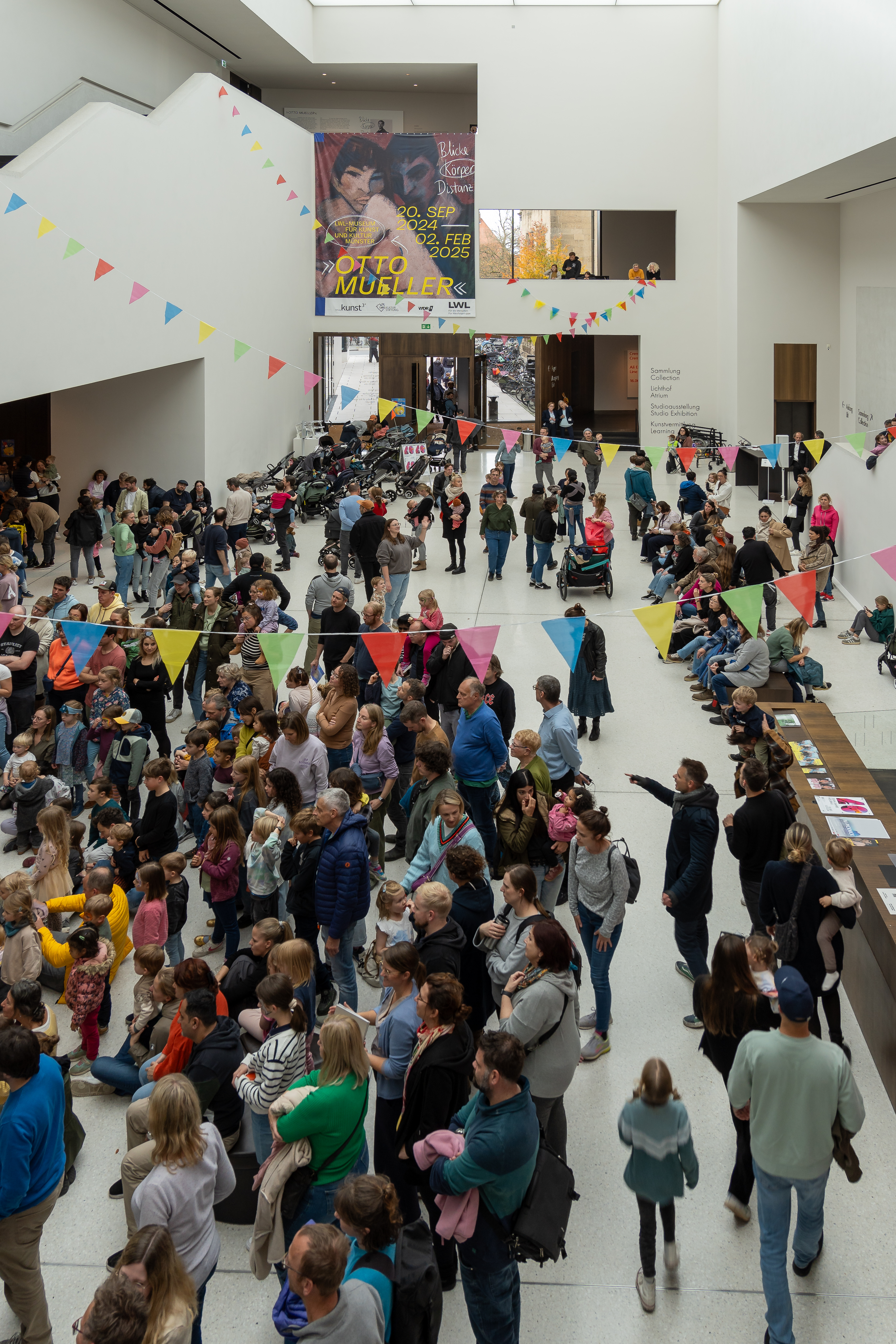
Die Museumshalle mit Ausstellungsplakat während der Ausstellung

2024/2025 - zum 150. Geburtstag des Künstlers – gab es im LWL-Museum für Kunst und Kultur in Münster eine besondere, thematisch ausgerichtete Präsentation des Werks von Otto Mueller. Tanja Pirsig-Marshall, stellvertretende Direktorin des Museums, stellte das Schaffen Muellers in den Kontext seiner Zeit und in den Dialog mit anderen Künstlern der Gruppe "Die Brücke", wie Ernst Ludwig Kirchner und Karl Schmidt-Rottluff. Zudem wird seine Beziehung zu Akt und Natur sowie seine Faszination für andere Kulturen thematisiert. Auch dem Leben seiner Modelle und Partnerinnen wird ein eigenes Augenmerk gegeben. 
Die Intention und die Vorgehensweise des Kuratorenteams bei der Konzeption der Ausstellung wurden in einem Interview im Kunstmagazin Monopol erläutert, das die Redakteurin Ferial Nadja Karrasch mit Tanja Pirsig-Marshall führte. Darin erläuterte die Kuratorin, dass in der Ausstellung eine Vielzahl seiner Arbeiten, die Themen wie Identität, Fremdheit und die Wahrnehmung des Anderen behandeln, gezeigt werden. Pirsig-Marshall hebt hervor, dass Muellers Kunst oft einen „fremden Blick“ auf die Welt werfe, was in der heutigen Zeit besonders relevant sei. Die Ausstellung werde von vielen Kritikern positiv aufgenommen und als bedeutender Beitrag zur Wiederentdeckung von Muellers Werk gewürdigt, indem sie die zeitgenössische Relevanz seiner Themen in den Vordergrund stelle.
Ein besonderes Augenmerk wird auf die kritische Aufarbeitung romantisierender und stereotypisierenden Darstellungen von Minderheiten in Muellers Werk gelegt. Die schwarze deutsche Künstlerin Natasha A. Kelly setzt sich in einem eigenen Ausstellungsraum mit Muellers Verbindung zum Kolonialismus auseinander. Zeitgenössische Künstlerinnen aus der Gruppe der Sinti und Roma, Małgorzata Mirga-Tas (* 1978), Luna De Rosa (* 1991) und Vera Lacková (* 1989) entlarven in ihren ausgestellten Werken auch heute noch geltende Vorurteile und bewerten diese Darstellungen neu und vertiefen das Verständnis für diese Kulturen.
Eine kritische Aussage in der Ausstellung stellt fest, dass Muellers nackte Frauenkörper als „sexualisierend und objektifizierend“ aufgefasst werden könnten. Nach einer anderen Aussage seien Muellers Bilder von Sinti und Roma eine Fortführung herkömmlicher Stereotype über diese Volksgruppe.
In Rezensionen überregionaler Tageszeitungen wurde diese Stoßrichtung der Ausstellung ungewöhnlich scharf kritisiert. In der Süddeutschen Zeitung erschien unter dem Titel „Ein Tribunal zum 150. Geburtstag“ ein vernichtendes Urteil, da der Maler pauschal als Sexist, Rassist und Antiziganist hingestellt werde. Die Neue Zürcher Zeitung schrieb, der deutsche Expressionist werde in der Ausstellung mit Sexismus, Rassismus und der Nazi-Ideologie in Verbindung gebracht. Die Argumente dafür seien haltlos.

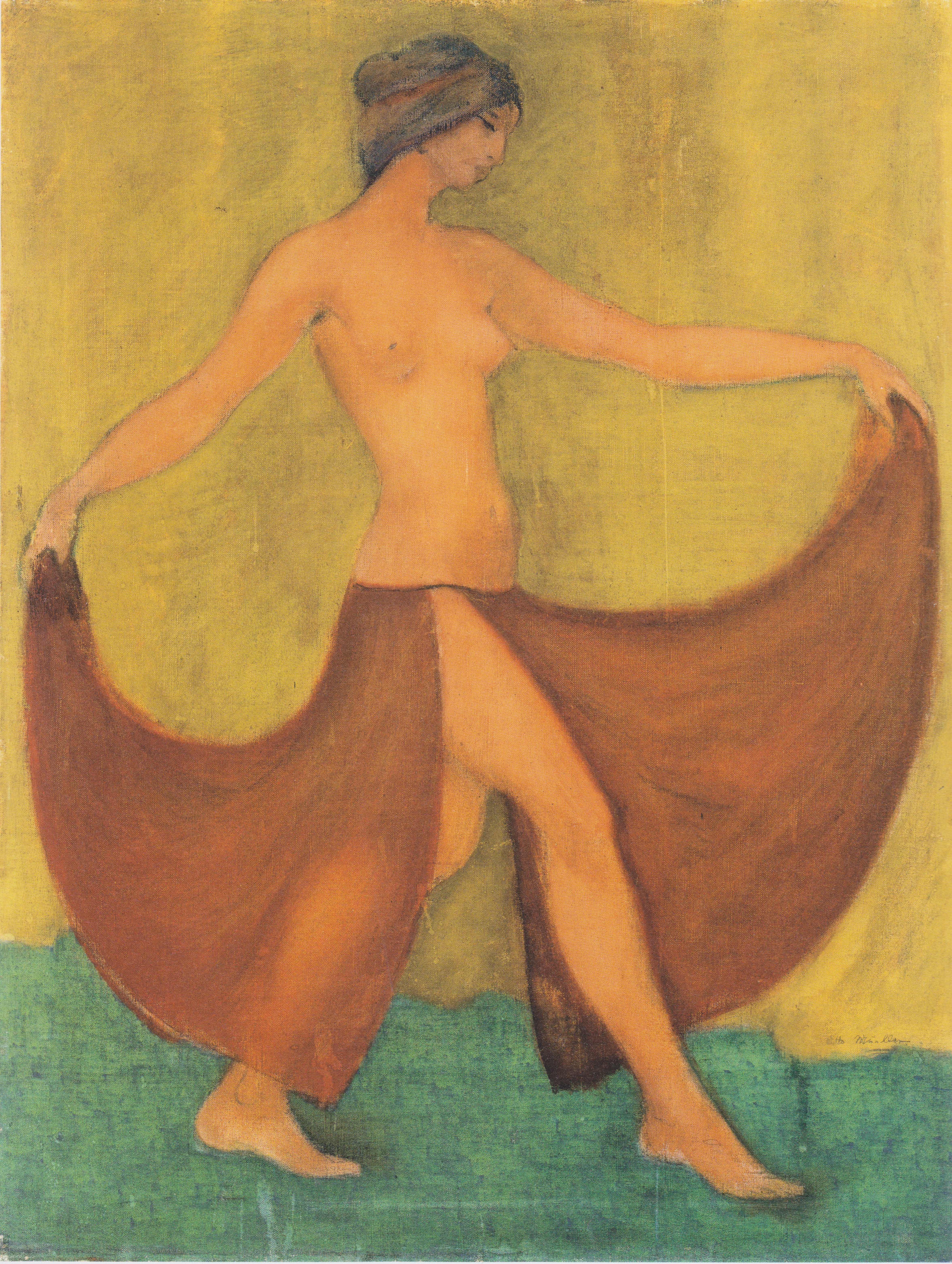
Tanzende (Maschka), um 1903, ausgestellt in der Neuen Secession
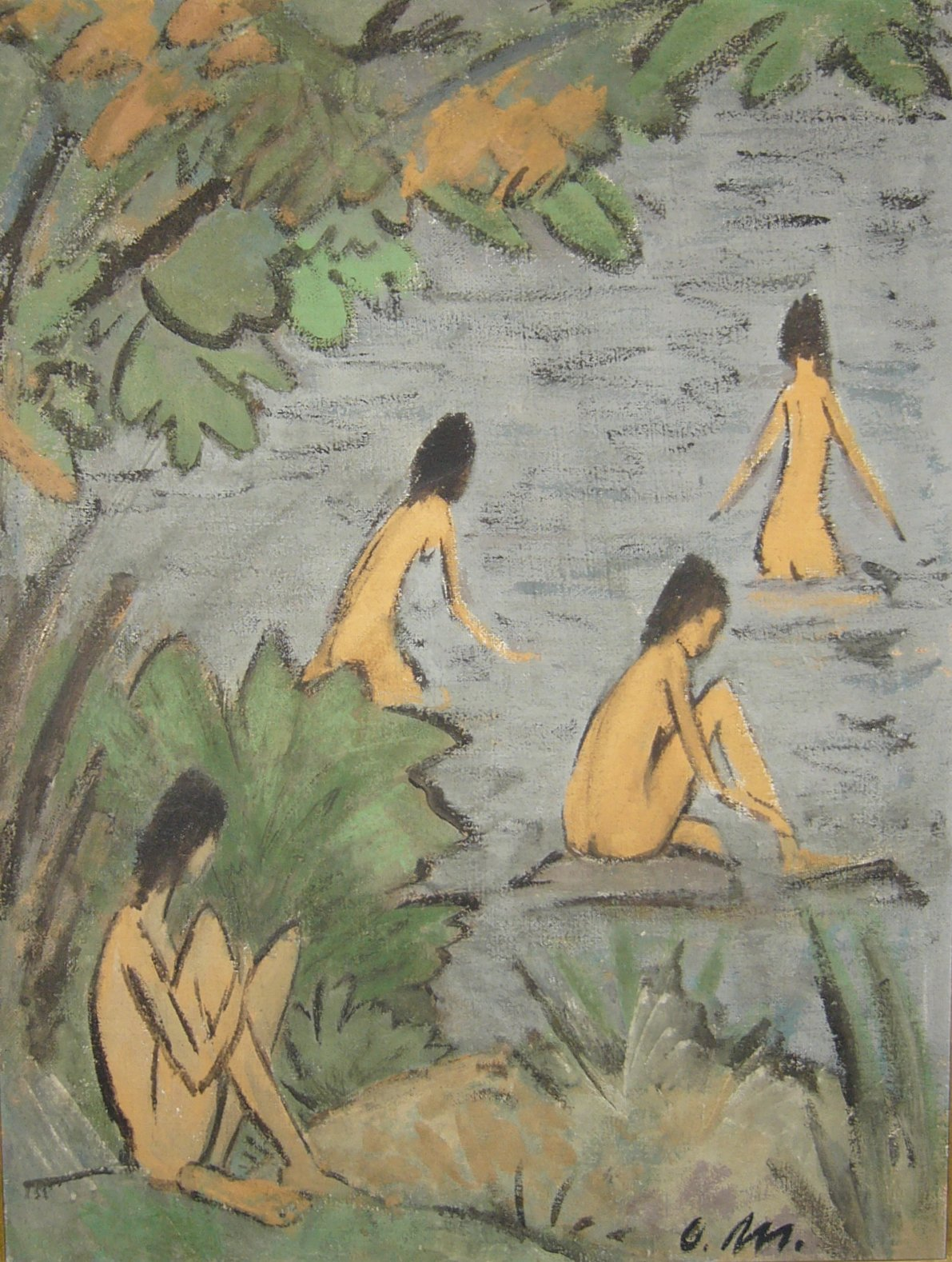
Landschaft mit Badenden, 1915
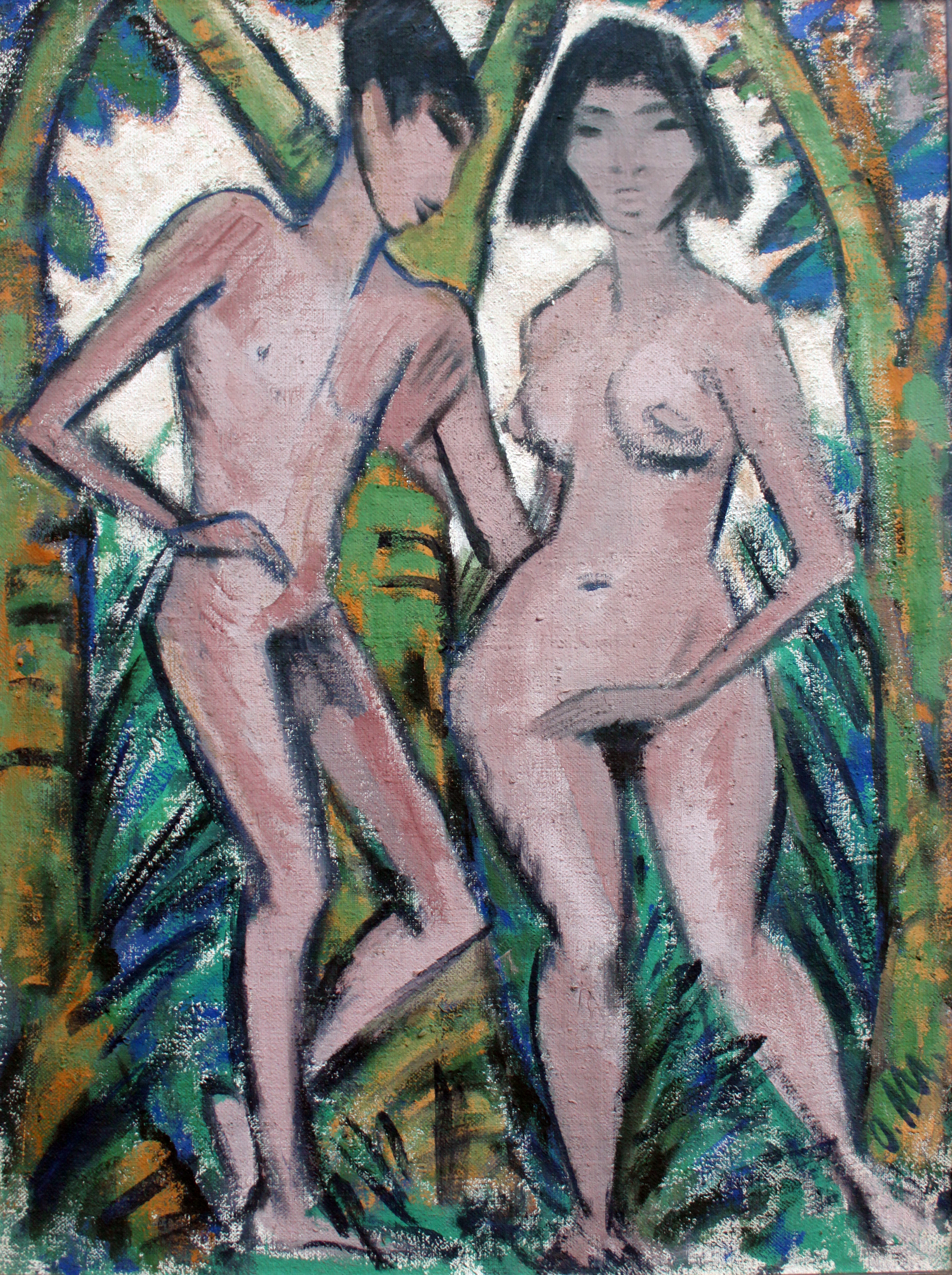
Adam und Eva, 1918, Städel, Frankfurt am Main
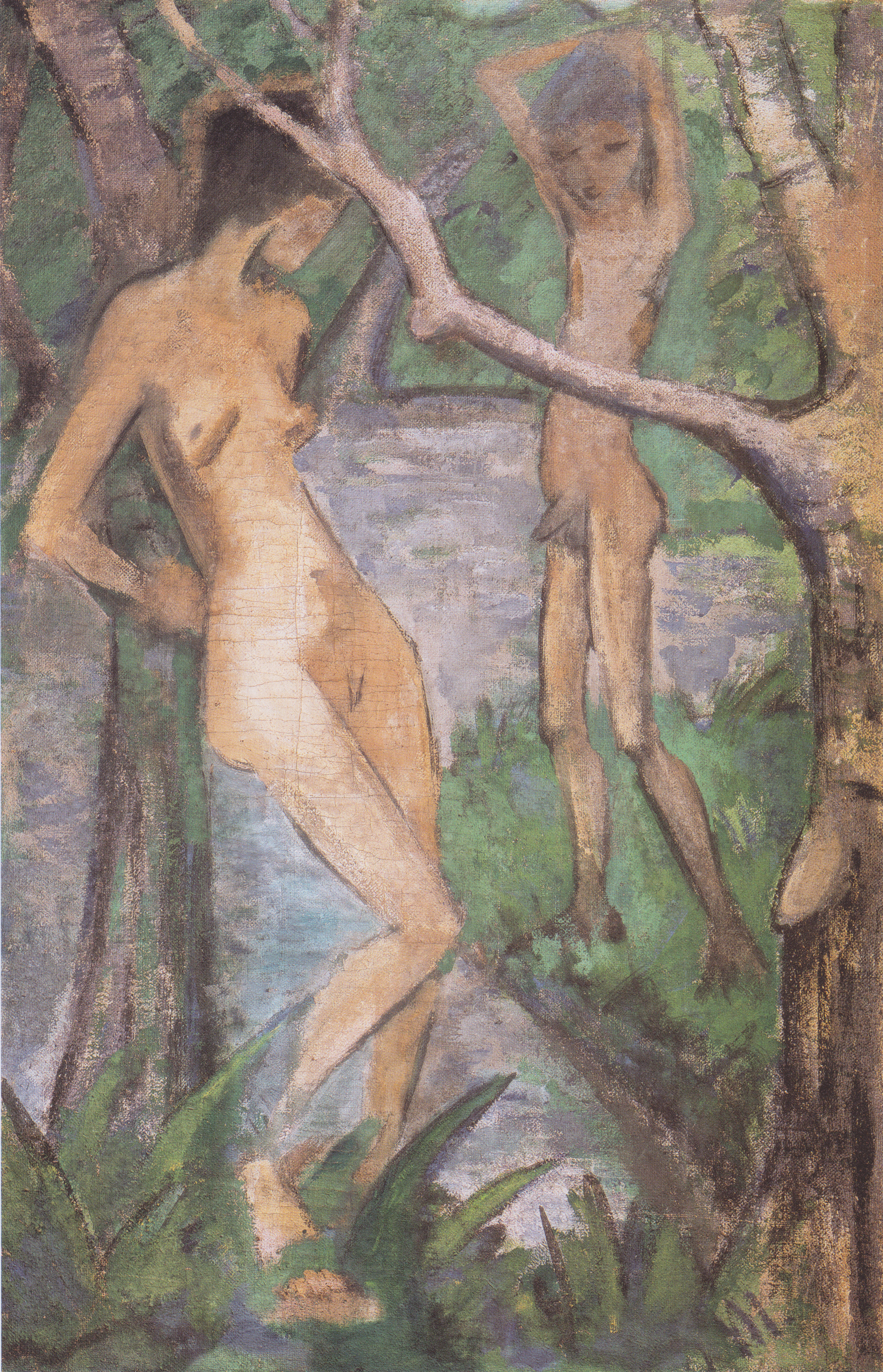
Mädchen und Knabe am Waldteich - ca. 1922
Zwei Mädchen im Grünen, um 1925
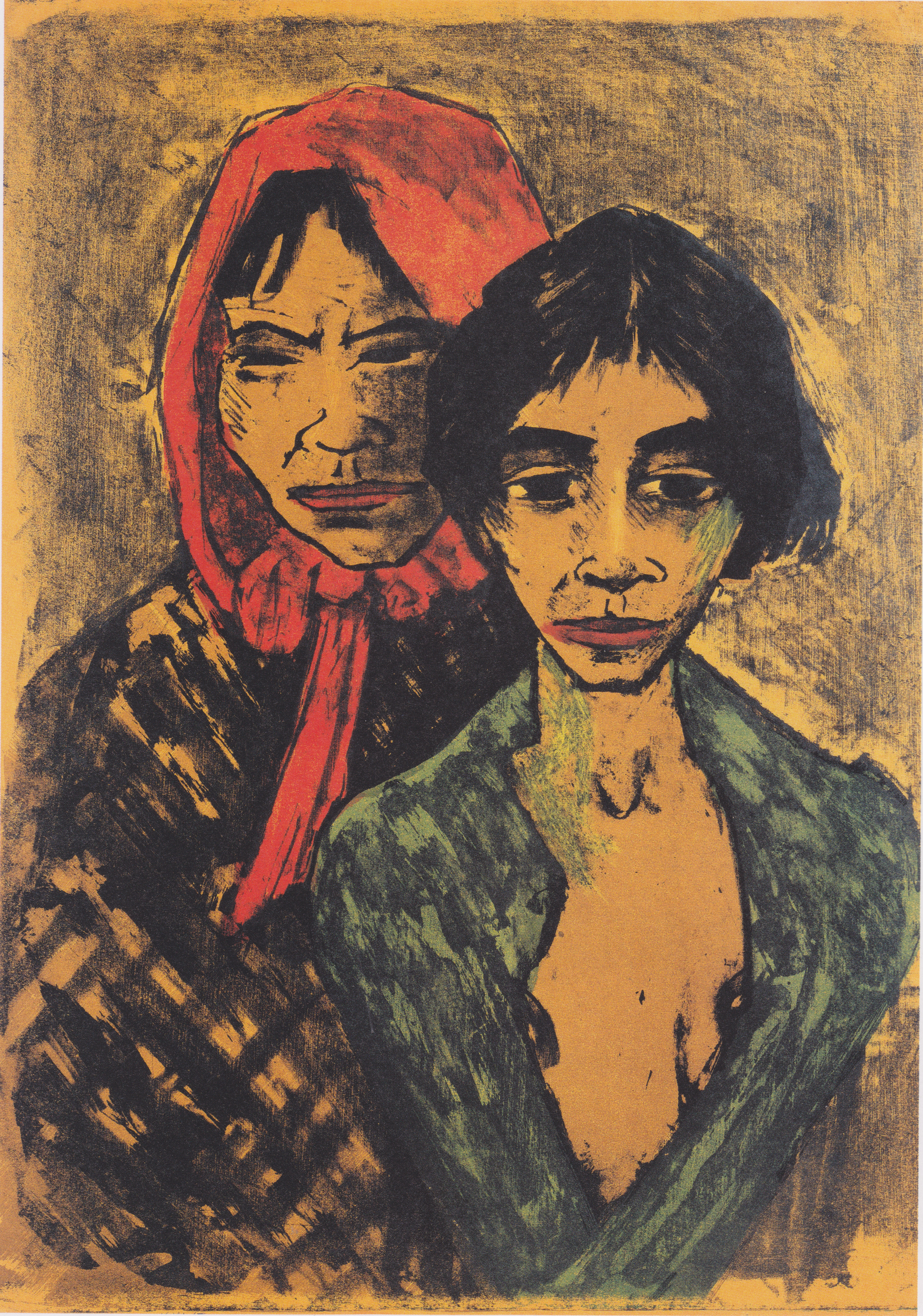
Zwei Zigeunerinnen, 1926/1927
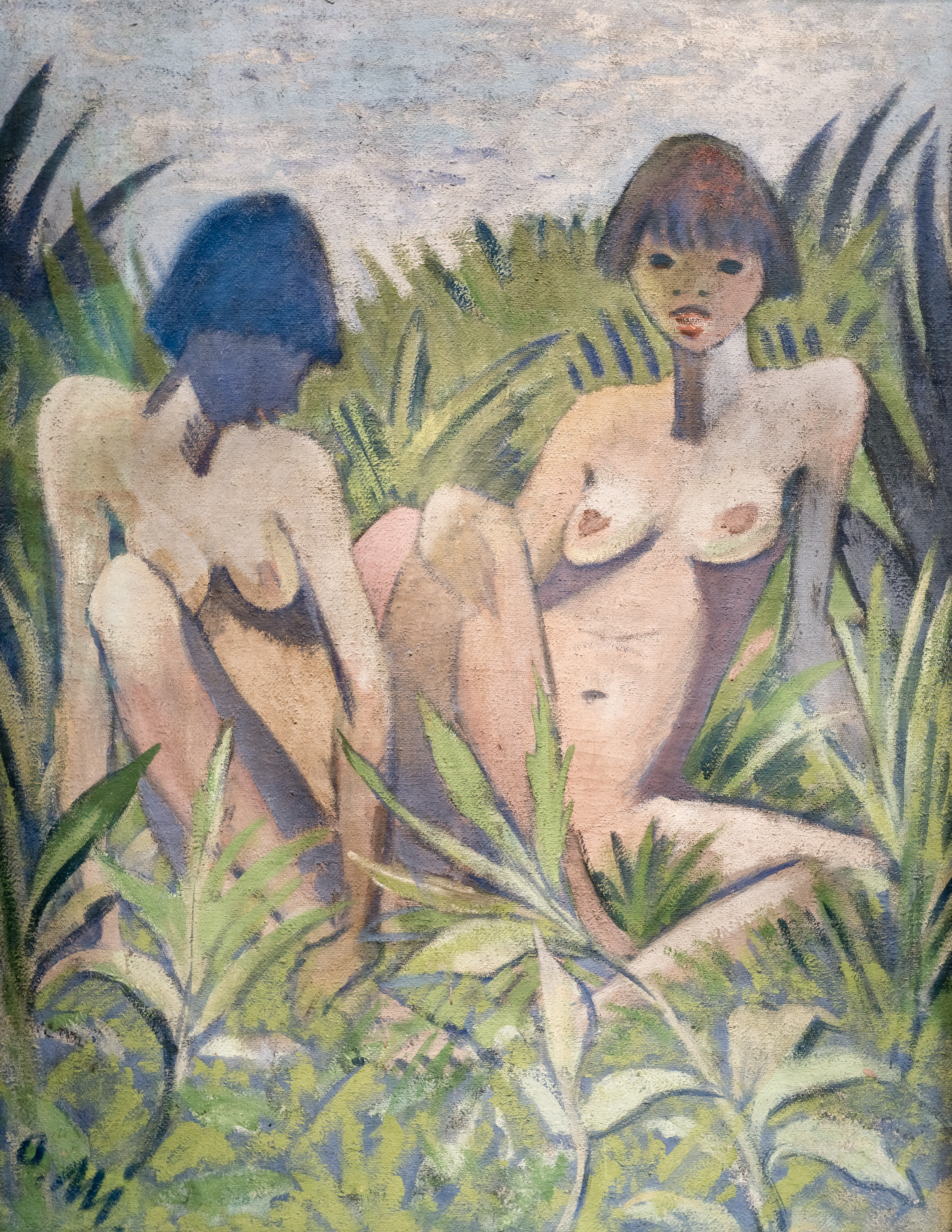
Zwei Mädchen im Schilf, um 1926
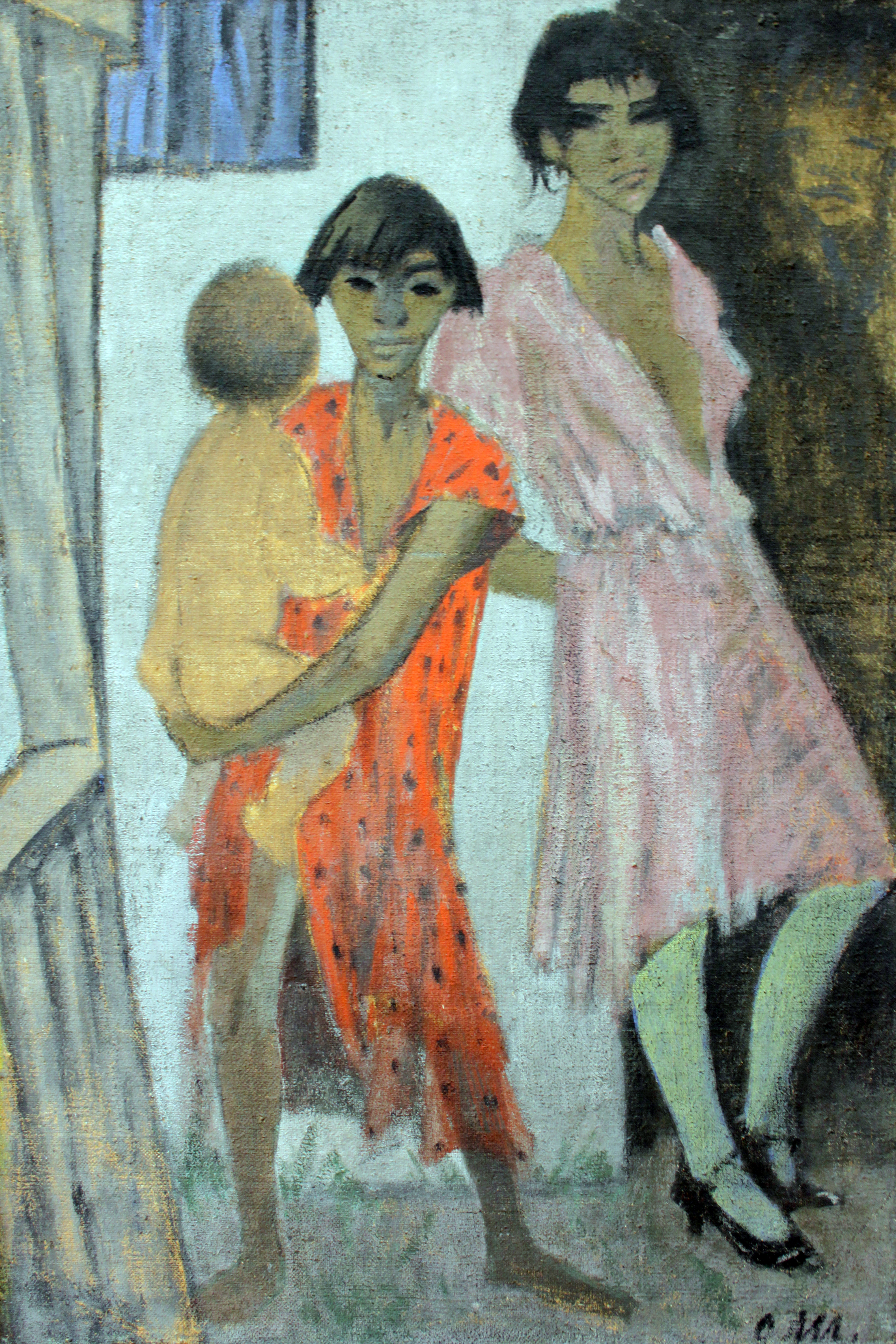
Stehende Zigeunerkinder, 1927, Germanisches Nationalmuseum
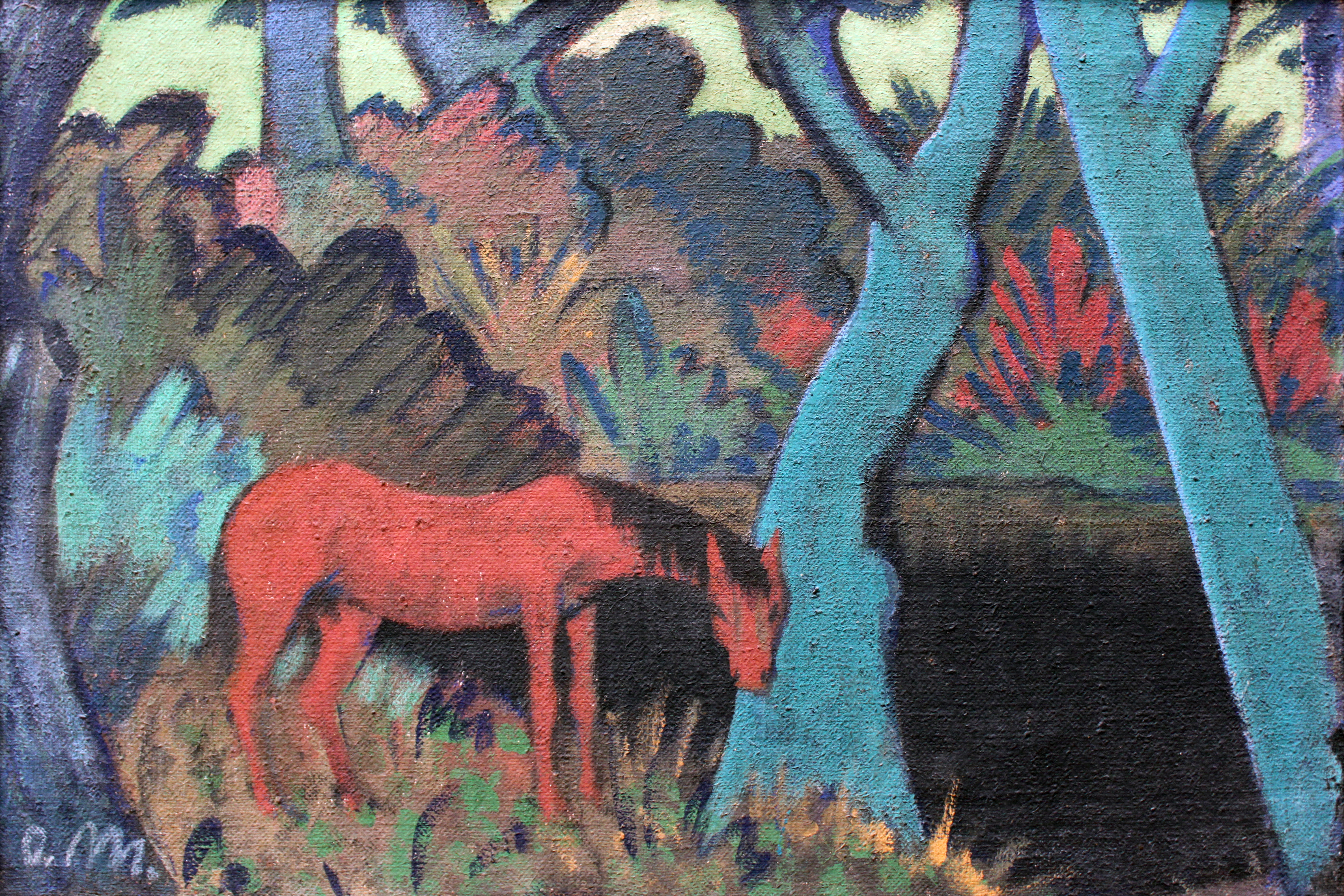
Zigeunerpferd am schwarzen Wasser, 1928, Germanisches Nationalmuseum
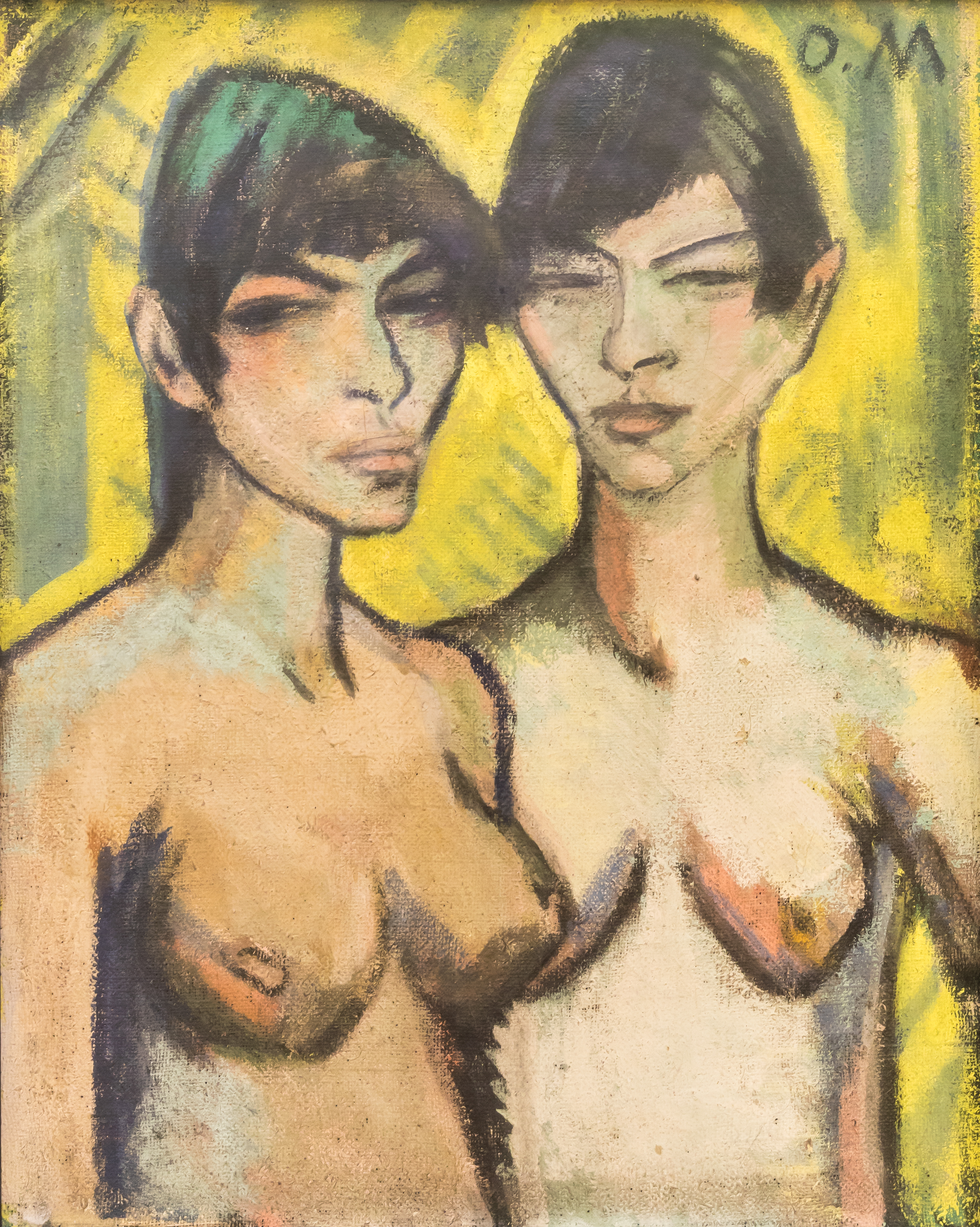
Zwei weibliche Halbakte, 1919, Museum Ludwig Köln

## Werke
(Auswahl)
- 1911: Drei Akte im Walde, Hannover, Sprengel Museum
- 1915: Waldsee mit zwei Akten, Dortmund, Museum am Ostwall
- 1916: Liebespaar zwischen Gartenmauern, Berlin, Brücke-Museum
- 1919: Liebespaar, Leipzig, Museum der bildenden Künste
- 1919: Zwei weibliche Halbakte, Köln, Museum Ludwig
- 1924: Zwei Mädchen, Leimfarbe auf Rupfen, 120 × 89,5 cm. Berlin, Villa Grisebach
- um 1926: Zwei Mädchen im Schilf, Bernried, Museum der Phantasie, Sammlung Buchheim
- um 1926/1928: Stehende Zigeunerkinder, Nürnberg, Germanisches Nationalmuseum, Gm 1689 (Leihgabe aus Privatbesitz)
- 1927: Zigeuner mit Sonnenblumen, Saarbrücken, Saarlandmuseum
- um 1927: Badende, 120 × 88 cm
- um 1928: Zigeunerpferd am schwarzen Wasser, Nürnberg, Germanisches Nationalmuseum, Gm 1802 (Leihgabe aus Privatbesitz)
- Zwei Geschwister.
- o. J.: Sitzende Zigeunerin.[11]

Viele Werke der Künstler der Breslauer Akademie sind im Bestand des Schlesischen Museums in Görlitz. Sie konnten aus einer bedeutenden Privatsammlung erworben werden.

## Ausstellungen (Auswahl)
- 2012/2013: Ausstellungen der Otto Mueller-Gesellschaft e. V. (Weimar) in Zwickau, in Heilbronn und in Duisburg.[12]
- 2018: Maler. Mentor. Magier. Otto Mueller und sein Netzwerk in Breslau. Im Hamburger Bahnhof – Museum für Gegenwart, bis März 2019; danach in Breslau.
- 2023: Sammelausstellung, Säulen der Moderne, Galerie & Edition Bode, Nürnberg.
- 2024/25: Otto Mueller, LWL Museum für Kunst und Kultur, Münster (20.9.2024 bis 2.2.2025).